# Solo para parejas
Sólo para parejas fue una telenovela de la cadena de televisión argentina Canal 9 que se emitió entre 1993 y 1994. Fue protagonizada por Boris Rubaja, Paola Krum, Eleonora Wexler y el debut actoral de Pablo Echarri.
La telenovela fue escrita por Gustavo Barrios y Ricardo Rodríguez y dirigida por Mario Marenco.

## Elenco
- Boris Rubaja
- Paola Krum
- Eleonora Wexler
- Pablo Echarri
- Gustavo Ferrari
- Magalí Moro
- Emiliano Kaczka
- Victoria Onetto
- Daniel Kuzniecka
- Cecilia Milone
- Magela Zanotta
- Daniel Alvaredo
- Martín Gianola
- Jorge García Marino

## Ficha técnica
- Vestuario: Valeria García
- Escenografía: Marina
- Iluminación: Hugo Lettieri
- Sonido-musicalización: José Luis Ciarma
- Producción: Mónica Lavalle
- Dirección: Mario Marenco

- Datos: Q30091817